# Crato (Portugalia)
Crato – miejscowość w Portugalii, leżąca w dystrykcie Portalegre, w regionie Alentejo w podregionie Alto Alentejo. Miejscowość jest siedzibą gminy o tej samej nazwie.

## Demografia
| Liczba ludności gminy Crato (1801–2011) | Liczba ludności gminy Crato (1801–2011) | Liczba ludności gminy Crato (1801–2011) | Liczba ludności gminy Crato (1801–2011) | Liczba ludności gminy Crato (1801–2011) | Liczba ludności gminy Crato (1801–2011) | Liczba ludności gminy Crato (1801–2011) | Liczba ludności gminy Crato (1801–2011) | Liczba ludności gminy Crato (1801–2011) | Liczba ludności gminy Crato (1801–2011) |
| --------------------------------------- | --------------------------------------- | --------------------------------------- | --------------------------------------- | --------------------------------------- | --------------------------------------- | --------------------------------------- | --------------------------------------- | --------------------------------------- | --------------------------------------- |
| 1801                                    | 1849                                    | 1900                                    | 1930                                    | 1960                                    | 1981                                    | 1991                                    | 2001                                    | 2004                                    | 2011                                    |
| 2 968                                   | 3 069                                   | 6 074                                   | 8 253                                   | 8 642                                   | 5 642                                   | 5 064                                   | 4 348                                   | 3 995                                   | 3 708                                   |

## Sołectwa
Sołectwa gminy Crato (ludność wg stanu na 2011 r.)
- Aldeia da Mata – 374 osoby
- Crato e Mártires – 1674 osoby
- Flor da Rosa – 263 osoby
- Gáfete – 856 osób
- Monte da Pedra – 280 osób
- Vale do Peso – 261 osoby